# Pentapleura filicornis
Pentapleura filicornis är en stekelart som beskrevs av Statz 1938. Pentapleura filicornis ingår i släktet Pentapleura och familjen bracksteklar. Inga underarter finns listade i Catalogue of Life.